# تیزهوشی

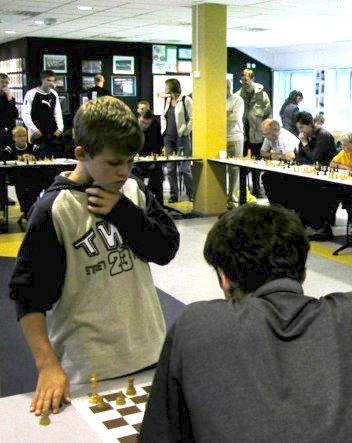
تیزهوشی

تیزهوشی داشتن توانمندی ذهنی بالاتر از میانگین است. تیزهوشی از ویژگی‌های کودکان است که به شیوه‌های گوناگون تعریف می‌شود و الهام‌بخش تفاوت‌ها در برنامه‌ریزی مدارس می‌گردد. تصور می‌رود در حیات بزرگسالان نیز به عنوان یک خصیصه تداوم داشته باشد، و عواقب گوناگونی داشته باشد که در سده اخیر مورد مطالعه طولی قرار گرفته‌اند. تعریفی برای تیزهوشی کودکان یا بزرگسالان نیست که به‌طور عمومی پذیرفته شده باشد ولی بیشتر تصمیمات گزینش در مدارس و بیشتر مطالعات طولی در طول زندگی افراد، دارندگان بهره هوشی ۲٫۵٪ بالای جامعه یعنی بهره هوشی بالای ۱۳۰ را پیگیری کرده‌اند. تعریف تیزهوشی در سطح فرهنگ‌ها هم متفاوت است.